# Született 1982-ben
A Született 1982-ben (hangul:  82년생 김지영, 82 njonszeng Kim Dzsijong, RR: 82 Nyeonsaeng Kim Jiyeong) Cso Namdzsu (Jo Namju) 2016-ban megjelent, szexizmussal foglalkozó regénye, mely 218 novemberéig több mint egymillió példányban fogyott. 2019-ben a regényt megfilmesítették, Kim Ji-young: Born 1982 címmel került a mozikba.

## Cselekmény
A főhősnő, Kim Dzsijong (Kim Jiyeong) átlagos koreai nő. Tanul, utána dolgozni megy, megismerkedik egy férfival, akihez hozzámegy, majd feladja a munkáját, hogy háztartásbeli anyuka legyen. Gyerekkora óta lépten-nyomon szexizmussal találkozik, és mindent tűrnie kell, mert ez egy nő dolga. Végül depressziója miatt kezelésre szorul.

## Fogadtatás
12 nyelvre fordították le. 2020-ban az amerikai Nemzeti Könyvdíjra jelölték fordítás kategóriában, valamint a francia Émile Guimet-díjra.
A Kim a leggyakoribb koreai vezetéknév, és a Dzsijong (Jiyeong) is egy rendkívül hétköznapi név, ami jelzi, hogy ami a főhősnővel történik, valójában minden nővel megtörténik; a nők a hétköznapokban alig észrevehető diszkriminációval néznek szembe, mely egyre halmozódik életük során. A regényt olvasó nők jobbára úgy reagáltak, „tudom, milyen ez”, de olyanok is voltak, akik csak a regény hatására döbbentek rá, hogy ezek a „szokványos” dolgok a szexuális diszkrimináció részei. Az írónő saját tapasztalatait írta meg a könyvben.